# Persone di nome Antonio/Cestisti
| Questa pagina contiene informazioni ricavate automaticamente dalle voci biografiche con l'ausilio del template Bio e di un bot. L'aggiornamento è periodico e automatico e ricostruisce completamente la pagina. Se manca una persona in questa lista, sei pregato di non aggiungerla, ma accertati piuttosto che la sua voce biografica contenga il template Bio e che i dati anagrafici siano correttamente compilati. Se il template Bio manca, inseriscilo tu stesso o, in alternativa, metti l'avviso {{tmp\|Bio}} che ne segnala la mancanza. Se i dati riportati sono sbagliati, correggi direttamente la voce biografica; le modifiche saranno visibili in questa lista entro pochi giorni. Per chiarimenti vedi il progetto antroponimi. La lista contiene solo le 54 persone che sono citate nell'enciclopedia e per le quali è stato implementato correttamente il template Bio. Pagina aggiornata al 22 giu 2025. |

Questa è una lista di persone presenti nell'enciclopedia che hanno il nome Antonio e sono cestisti.

## A(2)
- Antonio Anderson, ex cestista e allenatore di pallacanestro statunitense (Lynn, n. 1985)
- Antonio Ayala, ex cestista messicano (Los Reyes, n. 1947)

## B(5)
- Antonio Ballard, cestista statunitense (Jeffersonville, n. 1988)
- Antonio Blakeney, cestista statunitense (New York, n. 1996)
- Antonio Bueno Delgado, ex cestista spagnolo (Madrid, n. 1980)
- Antonio Burks, ex cestista statunitense (Memphis, n. 1980)
- Antonio Bustamante, ex cestista spagnolo (Siviglia, n. 1984)

## C(7)
- Nino Calebotta, cestista italiano (Spalato, n. 1930 - Bentivoglio, † 2002)
- Antonio Campbell, cestista statunitense (Cincinnati, n. 1994)
- Antonio Campiglio, ex cestista italiano (Tradate, n. 1960)
- Antonio Coscia, cestista paraguaiano (Asunción, n. 1935 - † 2023)
- Tonino Costanzo, cestista e allenatore di pallacanestro italiano (Roma, n. 1934 - † 2014)
- Tony Costner, ex cestista statunitense (Filadelfia, n. 1962)
- Tony Crocker, cestista statunitense (Lawton, n. 1987)

## D(4)
- Antonio Daniels, ex cestista statunitense (Columbus, n. 1975)
- Antonio Davis, ex cestista statunitense (Oakland, n. 1968)
- Tony Dawson, ex cestista statunitense (Kinston, n. 1967)
- Antonio Díaz-Miguel, cestista e allenatore di pallacanestro spagnolo (Alcázar de San Juan, n. 1933 - Madrid, † 2000)

## E(1)
- Antonio Errico, cestista italiano (Pozzuoli, n. 1948 - Baia Domizia, † 1973)

## F(3)
- Antonio Flecha, cestista peruviano (Lima, n. 1912 - San Isidro, † 1967)
- Antonio Francescatto, ex cestista italiano (Udine, n. 1957)
- Antonio Frigerio, cestista e allenatore di pallacanestro italiano (Cantù, n. 1940 - Mariano Comense, † 2014)

## G(5)
- Antonio García Murillo, ex cestista panamense (Panama, n. 1976)
- Tony Genato, cestista e allenatore di pallacanestro filippino (Manila, n. 1929 - Quezon City, † 2023)
- Antonio Grant, ex cestista statunitense (North Augusta, n. 1976)
- Antonio Graves, ex cestista statunitense (Mansfield, n. 1985)
- Antonio Guzzone, ex cestista italiano (Pulsano, n. 1965)

## H(2)
- Antonio Harvey, ex cestista statunitense (Pascagoula, n. 1970)
- Tra Holder, cestista statunitense (Los Angeles, n. 1995)

## I(1)
- Antonio Iannuzzi, cestista italiano (Avellino, n. 1991)

## J(1)
- Antonio Jordano, cestista croato (Rijeka, n. 1999)

## L(2)
- Antonio Lang, ex cestista e allenatore di pallacanestro statunitense (Mobile, n. 1972)
- Antonio Látimer, ex cestista portoricano (Río Piedras, n. 1978)

## M(5)
- Anthony Maestranzi, ex cestista e allenatore di pallacanestro statunitense (Chicago, n. 1984)
- Antonio Martín Espina, ex cestista spagnolo (Madrid, n. 1966)
- Antonio Martínez, cestista filippino (Manila, n. 1926 - Pasig, † 2016)
- Antonio McDyess, ex cestista statunitense (Quitman, n. 1974)
- Antonio Meeking, ex cestista statunitense (Monroe, n. 1981)

## N(1)
- Toncho Nava, ex cestista spagnolo (Madrid, n. 1948)

## P(2)
- Antonio Peña, cestista statunitense (Brooklyn, n. 1986)
- Antonio Porta Pernigotti, ex cestista e allenatore di pallacanestro argentino (Santa Fe, n. 1983)

## R(3)
- Antonio Rambo, ex cestista statunitense (Memphis, n. 1981)
- Antonio Reeves, cestista statunitense (Chicago, n. 2000)
- Antonio Ruggiero, cestista italiano (Napoli, n. 1981)

## S(4)
- Antonio Saccardo, ex cestista italiano (Thiene, n. 1974)
- Antonio Sangio, cestista e dirigente sportivo peruviano († 2020)
- Tony Smith, ex cestista statunitense (Norfolk, n. 1970)
- Antonio Smith, cestista statunitense (Flint, n. 1976)

## T(2)
- Antonio Tantay, cestista filippino (n. 1920 - Líbano, † 1988)
- Antonio Tozzi, cestista argentino (Córdoba, n. 1940 - † 2017)

## V(2)
- Antonio Villamor, ex cestista filippino (n. 1931)
- Antonio Vranković, cestista croato (Minneapolis, n. 1996)

## W(1)
- Keyshawn Woods, cestista statunitense (Gastonia, n. 1996)

## Z(1)
- Tonino Zorzi, cestista e allenatore di pallacanestro italiano (Gorizia, n. 1935 - Gorizia, † 2023)